# Rempingvin
Rempingvinen (Pygoscelis antarcticus) er en mellemstor havfugl som hører til pingvinfamilien. Arten, som er en relativ lille pingvin, er nært beslægtet med adeliepingvin (Pygoscelis adeliae) og Æselpingvin (Pygoscelis papua). Alle tilhører samme slægt
Den lever blandt andet på South Georgia og South Sandwich Islands, Antarktis, South Orkney Islands, Sydshetlandsøerne, Bouvetøen og Ballenyøerne.
Rempingvinerne trives i kølige farvande med let pakkis.

## Beskrivelse
Ringpingvinen er som pingviner flest, sort (nærmest blåsort) på oversiden og hvid på undersiden. Hovedet er todelt sort (på toppen) og hvidt. Øjnene er rødlige og sidder på den hvide del af hovedet. Arten er navngivet efter den karakteristiske smalle, sorte streg som løber fra kanten af de sorte fjer på hovedet og nedover den hvide kind og videre under den hvide hage. Stregen giver indtryk af at være en del af en ring.
Som hos andre pingviner er vingerne omdannet til luffelignende svømmeredskaber, som bruges til at skabe fremdrift når fuglen dykker. Lemmerne sidder langt bag på kroppen og er bleg orange. De med svømmehud klædte fødder skaber framdrift når fuglen padler i overfladen og bruges som ror når den dykker. Hannen og hunen er næsten ens og det er og vanskelig at se forskel mellem dem.
Rempingvinen bliver omkring 68–72 cm høj og vejer i gennemsnit 3,8 kg (3–6 kg). Vægten varierer med årstiderne. I rugetiden er den som regel på sit laveste.

## Adfærd
Ringpingviner kommunikerer gennem et komplekst, rituelt kropssprog og et væld af forskellige lyde. Kropssproget omfatter gestikulerende hoved- og vingebevægelser, bukning, pyntning og børstning med mere. Stiring, pegning og fysiske angreb kan forekomme, hvis der er territoriale stridigheder mellem to fugle. Under parringsspillet kommunikerer hannen ved at løfte hovedet og pumpe brystet op og udstøde skingrende skrig, som snart engagerer de andre fugle i en "koncert". Forskerne mener, at denne adfærd kan være med til at synkronisere redebygningen.
Arten jager hovedsageligt antarktisk krill, men den spiser også fisk og blæksprutter. Den jager sit bytte, mens den dykker. Dykkene foregår ned til 70 meter, selvom dyk til under 45 meter er de mest almindelige.
Rempingvinen yngler i store kolonier på en uregelmæssig isfri bjerggrund (klipper og stejle, stenede skråninger er almindelige) langs kysten. Æglægningen starter tidligst i november. I nogle tilfælde kan kolonier tælle over 100.000 par. Hunnen lægger to æg, som begge forældre ruger. Æggene klækkes efter 37 dage, og ungerne bliver i reden i 20-30 dage. Forældrene skiftes til at passe ungerne og gå på jagt efter mad. I modsætning til andre pingviner foretrækker rempingviner ikke én kylling, når fødeforsyningen er lav, men fortsætter med at fodre begge. Når ungerne er 50-60 dage gamle, fælder de og er klar til at gå